# Міжнародні відносини Словаччини
Словаччина є членом Європейського Союзу з 2004 року. Словаччина була активним учасником військових дій під проводом США та НАТО. У Косово працює спільна чесько-словацька миротворча сила. Після терористичної атаки на США 11 вересня 2001 року, уряд відкрив свій повітряний простір для коаліційних літаків. У червні 2002 року Словаччина оголосила, що вони направлять інженерну бригаду до Афганістану.
Словаччина є членом Організації Об'єднаних Націй і бере участь у її спеціалізованих установах. Вона є членом Організації з безпеки і співробітництва в Європі (ОБСЄ), Світової організації торгівлі (СОТ) і ОЕСР. Вона також є частиною Вишеградської четвірки (Словаччина, Угорщина, Чехія і Польща), форуму для обговорення питань, що становлять спільний інтерес. Словаччина і Чехія уклали Митний союз після поділу Чехословаччини в 1993 році, що сприяє відносно вільному потоку товарів і послуг. Словаччина підтримує дипломатичні відносини з 134 країнами, головним чином через її Міністерство закордонних справ. У Братиславі існує 44 посольства та 35 почесних консульств.

## Міжнародні суперечки

### Ліхтенштейн
Ліхтенштейн вимагає реституцію землі в Словаччині, що була конфіскована у його князівської родини в 1918 р. щойно створеною державою Чехословаччина, попередником Словацької Республіки. Словаччина наполягає на тому, що не можна вимагати реституції не торкається усього, що було перед лютим 1948 року, коли комуністи захопили владу. Словаччина та Ліхтенштейн встановили дипломатичні відносини 9 грудня 2009 року.

### Угорщина
У 2006 році між Словаччиною та Угорщиною продовжилися переговори між урядовими, юридичними, технічними та економічними робочими групами про завершення будівництва Угорщини своєю частиною проекту греблі Габчиково - Надьмарош.

## Двосторонні відносини

### Африка
| Країна  | Почалися формальні відносини | Примітки |
| ------- | ---------------------------- | --- |
| Єгипет  |                              | - Єгипет має посольство в Братиславі. - Словаччина має посольство в Каїрі.                                                                         |
| Ефіопія |                              | - Ефіопія акредитована в Словаччині від свого посольства в Берліні, Німеччина. - Словаччина має посольство в Аддис-Абебі.                          |
| Кенія   |                              | Див. Кенійсько-словацькі відносини - Кенія акредитована в Словаччині від свого посольства у Відні, Австрія. - Словаччина має посольство в Найробі. |
| Нігерія |                              | - Нігерія акредитована в Словаччині від свого посольства у Відні, Австрія. - Словаччина має посольство в Абуджі.                                   |
| ПАР     |                              | - Словаччина має посольство в Преторії. - Південно-Африканська Республіка акредитована в Словаччині від свого посольства у Відні, Австрія.         |

### Америки
| Країна    | Почалися формальні відносини | Примітки |
| --------- | ---------------------------- | --- |
| Аргентина |                              | - Аргентина акредитована в Словаччині від свого посольства у Відні, Австрія. - Словаччина має посольство в Буенос-Айресі. |
| Беліз     | 1994                         | Словаччина акредитована в Белізі зі свого посольства в Мехіко, Мексика. |
| Бразилія  |                              | - Бразилія має посольство в Братиславі. - Словаччина має посольство в Бразиліа. |
| Канада    |                              | - Канада визнала Словацьку незалежність у січні 1992 року і встановила дипломатичні відносини через рік. - Канада має офіс посольства в Братиславі. - Словаччина має посольство в Оттаві і генеральне консульство в Торонто. - Міністерство закордонних справ і міжнародна торгівля Канади відносини з Словацькою Республікою                            |
| Колумбія  | 1 січня 1993                 | - Формальні відносини почалися в 1993-01-01. - Колумбія акредитована в Словаччині через посольство у Відні, Австрія. - Словаччина акредитована в Колумбії зі свого посольства в Бразилії, Бразилія. - Словаччина підтримала вступ Колумбії до ОЕСР і була ключовим гравцем у ратифікації Угоди про вільну торгівлю між Колумбією та Європейським Союзом. |
| Куба      |                              | - Куба має посольство в Братиславі. - Словаччина має посольство в Гавані. |
| Домініка  |                              | Словаччина акредитована до Домініки зі свого посольства в Гавані, Куба. |
| Мексика   | 1 січня 1993                 | Див. У листопаді 2017 року президент Словаччини Андрей Кіска відвідав з офіційним візитом Мексику. - Мексика акредитована в Словаччині від свого посольства у Відні, Австрія і має почесне консульство в Братислава. - Словаччина має посольство в Мехіко.                                                                                               |
| США       | 1 січня 1993                 | - Словаччина має посольство в Вашингтон, округ Колумбія і генеральне консульство в Нью-Йорк. - Сполучені Штати мають посольство в Братиславі. |

### Азія
| Країна         | Почалися формальні відносини | Примітки |
| -------------- | ---------------------------- | --- |
| Вірменія       | 1994                         | - Формальні відносини почалися в 1994 році - Вірменія представлена в Словаччині через посольство в Відні (Австрія). - Словаччина представлена у Вірменії через посла нерезидента, розташованого в Братиславі (у Міністерстві закордонних справ). - Обидві країни є повноправними членами Організації з безпеки і співробітництва в Європі й Ради Європи. - У період з 24 лютого по 28 лютого 2008 р. Міністр закордонних справ Словаччини Ян Кубіс здійснив офіційний візит до Вірменії. |
| КНР            |                              | - Китай має посольство в Братиславі. - Словаччина має посольство в Пекіні й генеральне консульство в Шанхаї. |
| Індія          | серпень 1995                 | Див. Індійсько-словацькі відносини З серпня 1995 року Індія має посольство в Братиславі, а Словаччина має посольство в Делі. Уряд Словаччини привітав і високо оцінив відкриття Посольства Індії в Братиславі (одна з 32 резидентних місій) у серпні 1995 року, яке було узгоджене під час візиту колишнього Прем'єр-міністра Моравчика в Індію і розглянуло його як додатковий показник інтересу Індії до розширення відносин зі Словаччиною. |
| Ізраїль        | 1993                         | Обидві країни встановили дипломатичні відносини в 1993 році. Ізраїль має посольство в Братиславі. - Ізраїль має посольство в Братиславі. - Словаччина має посольство в Тель-Авіві. - Див. Також Історія євреїв у Словаччині. |
| Японія         |                              | - Японія має посольство в Братиславі. - Словаччина має посольство в Токіо. |
| Південна Корея |                              | - Перший заступник міністра закордонних справ Чо Тае-Йонг та його словацький колега Петро Бурян підписали Програму співпраці у сфері культури, освіти, спорту та туризму між Міністерством закордонних справ Республіки Корея та Міністерством закордонних і європейських справ Словацької Республіки в Міністерстві закордонних справ у Сеулі 17 березня. - Програма впровадження має на меті сприяння співробітництву між Республікою Корея та Словаччиною у сфері культури, освіти, спорту та туризму, включаючи обмін людьми та змістом. Також вона заохочує обидві країни до участі в культурних та спортивних заходах, які проводяться інші країни. - Ця Програма реалізації є першою програмою реалізації, підписаною після того, як Республіка Корея та Словаччина уклали Угоду про співробітництво в галузі культури, освіти та туризму у 2007 році. Програма реалізації має сприяти розширенню двосторонніх обмінів та сприянню дружнім відносинам. заохочення двох країн до реалізації програм співпраці в галузі культури, освіти, спорту та туризму на найближчі три роки. - Словаччина має посольство в Сеулі. - Південна Корея має посольство в Братиславі. |

### Європа
| Країна          | Почалися формальні відносини | Примітки |
| --------------- | ---------------------------- | --- |
| Албанія         |                              | Єдиним спільним заходом багатонаціональних комуністичних збройних сил стала вторгнення Варшавського договору до Чехословаччини у серпні 1968 року. Учасниками всіх країн-учасниць, за винятком Народної Республіки Албанія і Соціалістичної Республіки Румунія, брали участь вторгнення. Албанія офіційно вийшла з Варшавського договору у 1968 році з цього приводу. - Албанія має посольство в [Братиславі]. - Чехія має посольство в [Тирані].       |
| Австрія         |                              | - Австрія має посольство в Братиславі. - Словаччина має посольство в Відень і 3 почесних консульства (в Інсбрук, Лінц і Зальцбург). - Обидві країни ділять 91 км спільних кордонів. - У Австрії проживає близько 25 тисяч жителів Словаччини. Австрія: Міністерство закордонних справ: перелік двосторонніх договорів зі Словаччиною (лише німецькою)                                                                                                   |
| Болгарія        | 1 січня 1993                 | - Обидві країни вперше мали дипломатичні відносини між 1939 і 1945 роками. - Болгарія визнала Словаччину 23 грудня 1992 року. - З лютого 1994 року Болгарія має посольство в Братиславі. - З червня 1994 року Словаччина має посольство в Софія. - Обидві країни є повноправними членами Ради Європи, Організації з безпеки і співробітництва в Європі, НАТО і Європейського Союзу.                                                                     |
| Кіпр            |                              | - Кіпр представлений у Словаччині через посольство в Відень ([Австрія]). - Словацька Республіка має посольство в Нікосії і почесне консульство в Лімасолі. - Обидві країни є повноправними членами Європейського Союзу. - Міністерство закордонних справ Кіпру Справи: список двосторонніх договорів зі Словаччиною \ t |
| Чехія           |                              | Див. Чехія - відносини Словаччини У період між 1918 і 1 січня 1993 р. Обидві країни входили до складу Чехословаччини. Обидві країни встановили дипломатичні відносини 1 січня 1993 року. - Чехія має посольство в Братиславі. - Словаччина має посольство в [Празі]. |
| Данія           | 1993                         | Див. - Данія має посольство в Братиславі. - Словаччина має посольство в Копенгагені. - Обидві країни є повноправними членами НАТО і Європейського Союзу. |
| Франція         |                              | - Франція має посольство в Братиславі. - Словаччина має посольство в [Парижі]. |
| Німеччина       | 1993                         | Див. Німецько-словацькі відносини Обидві країни встановили дипломатичні відносини в 1993 році, але раніше мали відносини під час Другої світової війни, коли Словаччина була окремою державою. Німеччина має посольство в Братиславі. Словаччина має посольство в Берліні, філію посольства в Бонні, генеральному консульстві в Мюнхен. Німеччина відіграє важливу роль у словацькій економіці, оскільки вона є головним торговим партнером Словаччини. |
| Греція          | 1 січня 1993 року            | - Греція відкрила своє посольство в Братиславі у вересні 1996 року. - Словаччина також має посольство в [Афінах]. - Обидві країни є повноправними членами НАТО і Європейського Союзу. - Міністерство закордонних справ Греції про відносини зі Словаччиною - Міністерство закордонних справ Словаччини про відносини з Грецією |
| Угорщина        | 1993                         | Див. Угорсько-Словацькі відносини - Угорщина має посольство в Братиславі. - Словацька Республіка має посольство Будапешт і генеральне консульство в Бекешаба. - Обидві країни мають 676 км спільних кордонів. - У Словаччині проживає близько 520 тис. Жителів [угорців] і близько 17 тис. Жителів [словацьких] жителів Угорщини (див. Також Угорці в Словаччині)                                                                                       |
| Латвія          |                              | - Обидві країни встановили прямі дипломатичні відносини 1 січня 1993 року. Латвія представлена в Словаччині через посольство у Відні (Австрія). Словаччина має посольство в Ризі. Обидві країни є повноправними членами НАТО і Європейського Союзу. Міністр закордонних справ Латвії Індуліс Берзіньш та його словацький колега Едуард Кукан зустрілися в Ризі в 2000 році.                                                                             |
| Мальта          |                              | Див. Мальта представлена в Словаччині через посла нерезидента, розташованого у Валлетті (у Міністерстві закордонних справ). Словаччина представлена на Мальті через посольство в Римі (Італія і почесне консульство у Валлетті. |
| Нідерланди      | 1 січня 1993                 | - Нідерланди мають посольство в Братиславі. - Словаччина має посольство в Гаазі. - Міністерство закордонних справ Голландії про відносини зі Словаччиною (лише голландською мовою) [недоступне посилання з липня 2018] |
| Польща          | 1993                         | Див. Польсько-словацькі відносини - Польща має посольство в Братиславі. - Словаччина має посольство в Варшава і генеральне консульство в Краків. - Обидві країни є повноправними членами НАТО і Європейського Союзу. - Обидві країни мають 539 км загальних кордонів. |
| Румунія         | 1 січня 1993 р.              | Див. - Румунія має посольство в Братиславі. - Словаччина має посольство в Бухарест і почесне консульство в Салонта. - Обидва члени є повноправними членами: НАТО і Європейський Союз - Міністерство закордонних справ Румунії про відносини зі Словаччиною |
| Росія           | 1 січня 1993                 | Див. Російсько-словацькі відносини - Росія відкрила своє посольство в Братиславі в 1993 році. - Словаччина має посольство в Москві. - https://web.archive.org/web/20180308103617/http://www.rusemb.sk/ |
| Сербія          | 1993                         | Див. також див. реакція Словаччини на проголошення Косово 2008 року незалежності - Сербія має посольство в Братиславі. - Словаччина має посольство в Белград. - Міністерство закордонних справ Сербії про відносини зі Словаччиною |
| Іспанія         |                              | Див. - Словаччина має посольство в Мадриді. - Іспанія має посольство в Братиславі. |
| Україна         | 1 січня 1993 р.              | Див. - Словаччина має посольство в Київ, генеральне консульство в Ужгород, а також 2 почесних консульства (в Донецьк і Ужгород). - Україна має посольство в Братиславі та генеральне консульство в Пряшеві. - Обидві країни ділять 90 км спільних кордонів. - У Словаччині проживає від 40 000 до 100 000 осіб [української діаспори \| українського походження]. Упродовж [міжвоєнної ери] українська провінція була частиною [Чехословаччини].        |
| Велика Британія | 1993                         | - Сполучене Королівство має посольство в Братиславі. - Словаччина має посольство в Лондон. - Обидві країни є повноправними членами НАТО і Європейського Союзу. - Міністерство закордонних справ та Співдружності Британії про відносини зі Словаччиною |

### Океанія
| Країна    | Почалися формальні відносини | Примітки |
| --------- | ---------------------------- | --- |
| Австралія | 1 січня 1993                 | - Формальні відносини почалися в 1993-01-01. - Австралія акредитована в Словаччині через посольство у Відні, Австрія. - Словаччина має посольство в [Канберрі] і 2 почесних консульства (в Брисбені й Ельстернвіку). - В Австралії проживає близько 8500 осіб [словацького походження]. - Міністерство закордонних справ і торгівлі Австралії щодо відносин зі Словаччиною |